# Синдром Горнера
Синдро́м Го́рнера (також, переважно у Франції та Італії — синдром Клода Бернара — Горнера; окулосимпатичний синдром) — клінічний синдром, який виникає через ураження симпатичної нервової системи.

## Історичні відомості
Синдром названо на честь швейцарського офтальмолога Йоганна Горнера (нім. Johann Friedrich Horner), який описав його у 1869 році. Вважається, що у 1852 році його також описав французький фізіолог Клод Бернар.

## Етіологія
Синдром Горнера виникає внаслідок патологічного процесу, також можливі вроджені або ятрогенні (в результаті медичного втручання) причини. Хоча більшість їх є відносно доброякісними, синдром Горнера може свідчити про серйозну патологію в області шиї або грудної клітки, наприклад, пухлину Пенкоста (пухлина верхівки легені) або щитоподібношийну венозну дилятацію.
Через пошкодження або здавлення шийного або грудного симпатичного ланцюга з одного боку, внаслідок чого виникають прояви на іпсилатеральній (тій, де є ушкодження) стороні тіла.
- Латеральний медулярний синдром
- Кластерний головний біль
- Травма — основи шиї, зазвичай тупа травма, хоча може бути хірургічна.
- Запалення середнього вуха.
- Пухлини — найчастіше брохогенна карцинома верхівки легені (пухлина Пенкоста).
- Аневризма аорти та її розшарування.
- Нейрофіброматоз І типу (хвороба Реклінгаузена).
- Зоб (гіперплазія щитоподібної залози).
- Карцинома щитоподібної залози
- Розсіяний склероз.
- Ураження зірчастого нервового вузла.
- Параліч Дежерін-Клюмпке.
- Тромбоз кавернозного синуса.
- Симпатектомія (перерізання симпатичного нерва шиї).
- Сірінгомієлія.
- Блокада нервів, наприклад блокада шийного сплетіння.
- Як ускладнення дренажу за Бюлау.

Іноді може бути пов'язаним із синдромом Авелліса та синдромом Арлекіна .

## Патогенез
Синдром Горнера виникає через недостатність симпатичної іннервації. Ділянка пошкодження симпатичних шляхів знаходиться на іпсилатеральній стороні симптомів. Стани, які патогенетично спричинюють появу клінічних проявів синдрому Горнера:
- Ураження першого нейрона (ділянку шляху між гіпоталамусом і шийним ціліоспінальним центром називають першим нейроном, хоча він, імовірно, переривається декількома синапсами в ділянці моста і покришки середнього мозку): центральні ураження, які включають гіпоталамоспінальний шлях (наприклад розсічення шийного відділу спинного мозку).
- Ураження другого нейрона (ділянку від ціліоспінального центру до верхнього шийного вузла називають другим нейроном, тобто це прегангліонарні волокна): прегангліонарні пошкодження (наприклад здавлення симпатичного шляху пухлиною верхівки легені).
- Ураження третього нейрона (ділянка від верхнього вузла до м'яза, який розширює зіницю, називають третім нейроном — це постгангліонарні волокна): постгангліонарні пошкодження на рівні внутрішньої сонної артерії (наприклад, пухлина кавернозного синуса).

## Клінічні ознаки
Симптоми, які входять до синдрому:
- Птоз (опущення верхньої повіки внаслідок недостатньої симпатичної іннервації верхнього тарзального м'яза (лат. Musculus tarsalis) або м'яза Мюллера), «перевернутий птоз» (невелике підняття нижньої повіки).
- Міоз (звуження зіниці), патологія дилятатора зіниці (м'яза, який розширює зіницю) — це веде до слабкої реакції зіниці на світло.
- Енофтальм (западання очного яблука).
- Дисгідроз (порушення потовиділення) на ураженій стороні обличчя.
- Зниження вираженості ціліоспінального рефлексу.
- Ін'єкція (розширення судин) кон'юнктиви.
- Гіперемія (почервоніння) шкіри обличчя на відповідній ураженій стороні.

У дітей синдром Горнера іноді призводить до гетерохромії (різний колір райдужної оболонки очей). Це відбувається через те, що відсутність симпатичної іннервації перешкоджає меланіновій пігментації меланоцитів, які знаходяться в основі (стромі) райдужки.
Зворотній синдрому Горнера за клінічними проявами стан має назву синдром Пті.

## Діагностика
При встановленні наявності та тяжкості синдрому Горнера використовують три тести:
- Тест з краплею кокаїну — очні кокаїнові краплі блокують зворотне захоплення норадреналіну, що призводить до розширення зіниці. Через нестачу норадреналіну в синаптичної щілини зіниця не буде розширюватися при синдромі Горнера. Існує метод, який є надійнішим і при якому відсутні труднощі в отриманні кокаїну. Він оснований на застосуванні на обидва ока апраклонідину (симпатомиметик, α2 — адренергічний агоніст), що веде до появи мідріазу (розширення зіниць) на стороні ураження при синдромі Горнера.
- Тест з оксамфетаміном (паредріном). Цей тест допомагає визначити причину міозу. Якщо третій нейрон (останній з трьох нейронів у нервовому шляху, який кінець кінцем скидає норадреналін у синаптичну щілину) інтактний (не задіяний), то амфетамін спричинює спустошення нейромедіаторного міхурця, таким чином вивільняючи норадреналін у синаптичну щілину, що веде до появи стійкого мідріазу ураженої зіниці. Якщо пошкоджений вищезгаданий третій нейрон, то амфетамін не зумовить ніякого ефекту, і зіниця залишиться звуженою. Проте не існує тесту для диференціації ушкоджень першого і другого нейронів.
- Тест з визначення затримки розширення зіниці. Важливо відрізняти птоз при синдромі Горнера від такого, що його спричинює ураження окорухового нерва. У першому випадку птоз поєднується зі звуженим зіниці (через недостатність симпатичної іннервації ока), у другому випадку птоз поєднується з розширенням зіниці (через недостатність іннервації сфінктера зіниці). У реальній клінічній роботі ці два варіанти птозу досить легко відрізняти. На додаток до розширеної зіниці при пошкодженні окорухового нерва птоз більший, іноді закриває повністю всі очі. Птоз при синдромі Горнера не буде закривати усе око або буде ледь помітним.

Якщо при виявленні анізокорії (різниця в розмірі діаметра зіниць) лікар сумнівається, яка із зіниць розширена, а яка звужена відносно норми, то за наявності птозу патологічно розширеним буде визнаний діаметр тієї зіниці, що знаходиться на тому ж оці, де виявили птоз.